# Economia do Malawi
Malawi é um país subdesenvolvido que depende fundamentalmente da agricultura. Tem uma extensão de 11,8 milhões de hectares mas só 40% são cultiváveis. A agricultura representa 42% do PIB e 80% das exportações, sobretudo fumo e chá. Mais de 85% da população vive no campo.